# Campeonato Alemán de Fútbol 1939
El Campeonato Alemán de Fútbol 1939 fue la 32.ª edición de la máxima competición futbolística de Alemania.

## Fase de grupos

### Grupo 1
|   | Clasificación             | Pts | PJ | PG | PE | PP | GF | GC |
| - | ------------------------- | --- | -- | -- | -- | -- | -- | -- |
| 1 | Hamburgo SV               | 9   | 6  | 4  | 1  | 0  | 22 | 11 |
| 2 | VfL Osnabrück             | 6   | 6  | 2  | 2  | 2  | 10 | 12 |
| 3 | Hindenburg Allenstein     | 5   | 6  | 2  | 1  | 3  | 10 | 12 |
| 4 | SpVgg Blau-Weiß 90 Berlin | 4   | 6  | 1  | 2  | 3  | 7  | 14 |

### Grupo 2

#### Grupo 2-A
|   | Clasificación      | Pts | PJ | PG | PE | PP | GF | GC |
| - | ------------------ | --- | -- | -- | -- | -- | -- | -- |
| 1 | Fortuna Düsseldorf | 6   | 4  | 3  | 0  | 1  | 7  | 4  |
| 2 | SpVgg Sülz 07      | 4   | 4  | 2  | 0  | 2  | 10 | 6  |
| 3 | Viktoria Stolp     | 2   | 4  | 1  | 0  | 3  | 1  | 8  |

#### Grupo 2-B
|   | Clasificación        | Pts | PJ | PG | PE | PP | GF | GC |
| - | -------------------- | --- | -- | -- | -- | -- | -- | -- |
| 1 | Dresdner SC          | 6   | 4  | 3  | 0  | 1  | 9  | 3  |
| 2 | 1. FC Schweinfurt 05 | 6   | 4  | 3  | 0  | 1  | 9  | 4  |
| 3 | Warnsdorfer FK       | 0   | 4  | 0  | 0  | 4  | 5  | 16 |

#### Final Grupo 2
| Dresdner SC | 4 – 1 | Fortuna Düsseldorf |

| Fortuna Düsseldorf | 3 – 3 | Dresdner SC |

### Grupo 3
|   | Clasificación       | Pts | PJ | PG | PE | PP | GF | GC |
| - | ------------------- | --- | -- | -- | -- | -- | -- | -- |
| 1 | SK Admira Wien      | 7   | 6  | 3  | 1  | 2  | 20 | 11 |
| 2 | Stuttgarter Kickers | 7   | 6  | 3  | 1  | 2  | 13 | 13 |
| 3 | VfR Mannheim        | 5   | 6  | 2  | 1  | 3  | 12 | 16 |
| 4 | SV Dessau 05        | 5   | 6  | 2  | 1  | 3  | 6  | 11 |

### Grupo 4
|   | Clasificación           | Pts | PJ | PG | PE | PP | GF | GC |
| - | ----------------------- | --- | -- | -- | -- | -- | -- | -- |
| 1 | FC Schalke 04           | 10  | 6  | 5  | 0  | 1  | 17 | 5  |
| 2 | Vorwärts RaSpo Gleiwitz | 8   | 6  | 4  | 0  | 2  | 12 | 11 |
| 3 | Wormatia Worms          | 6   | 6  | 3  | 0  | 3  | 12 | 10 |
| 4 | CSC 03 Kassel           | 0   | 6  | 0  | 0  | 6  | 4  | 19 |

## Fase final

### Semifinales
| SK Admira Wien | 4 – 1 | Hamburgo SV |

| FC Schalke 04 | 2 – 0 | Dresdner SC |

Un primer partido entre FC Schalke 04 y Dresdner SC se jugó el 4 de junio de 1939 en Berlín, y terminó 3-3 luego del tiempo suplementario.

### Tercer puesto
| Dresdner SC | 3 – 2 | Hamburgo SV |

### Final
| FC Schalke 04 | 9 – 0 | SK Admira Wien |

|                              |
| Campeón Schalke 04 4° título |